# 2010년 텔레비전 애니메이션 목록
다음은 2010년에 방송된 텔레비전 애니메이션이다.

## 대한민국
뽀로로
개구리와 친구들

## 일본
2010년분기별애니메이션목록
1.놀러갈께요!
2.아마카리SS
3.아라카와언더브릿지
4.가장뒤에대마왕
5.일기당천XTREMEXECUTOR
6.배신자는내이름을알고있다.
7.SD건담삼국전
8.엠엠!
9.AngelBeats!
10.오오카미카쿠시
11.오오카미씨와7인의동료들
12.크게휘두르며2기
13.소녀요괴자쿠로
14.오마모리히마리
15.내여동생이이렇게귀여울리없어!
16.회장은메이드님!
17.학원목시록HIGHSCHOOLOFTHEDEAD
18.도이야기
19.신만이아는세계
20.KissXsis
21.개그만화보기좋은날4기
22.쿠라게히메
23.흑집사2기
24.케이온2기
25.COBRATHEANIMATION
26.납치사고요
27.삼국연의
28.시귀
29.GIANTKILLING
30.축복의칸파넬라
31.진연희무쌍2기
32.침략!이카무스메
33.심령탐정야쿠모
34.슈퍼로봇대전OG2기
35.STARDRIVER
36.스트라이크위치즈2기
37.세기말오컬트학원
38.성흔의퀘이서
39.학생임원들
40.성투사세이야명왕신화
41.섬광의나이트레이드
42.전국바사라2기
43.하늘의유실물2기
44.하늘의소리
45.그래도마을은돌아간다.
46.댄스인더뱀파이어번드
47.탐정오페라밀키홈즈
48.츄브라
49.레터비2기
50.디지몬크로스워즈
51.듀라라라!
52.전설의용자의전설
53.어떤마술의금서목록2기
54.투가이누의피
55.주군과함께
56.누라리횬의손자
57.노다메칸타빌레피날레
58.하트캐치프리큐어(진달래,최바다,시프레,레이,강해라,문채희)
59.바보와테스트와소환수
60.박앵귀
61.슈팅바쿠간2기
62.바쿠만
63.베틀스피리트브레이브
64.하나마루유치원
65.머나먼시공속에서3
66.B형H계
67.HEROMAN
68.히다마리스케치x☆☆☆
69.백화요란사무라이걸즈
70.FORTUNEARTERIAL
71.포켓몬스터베스트위시
72.매직카이토
73.길읽은고양이오버런
74.미츠도모에
75.메이져6기
76.메탈파이트베이블레이드2기
77.좀더트러블
78.꿈빛파티시엘
79.다다미넉장반세계일주
80.요스가노소라
81.링에걸어라영도편
82.루팡3세라스트잡
83.RAINBOW
84.레이디x버틀러
85.WORKING!!!